# Micrografia

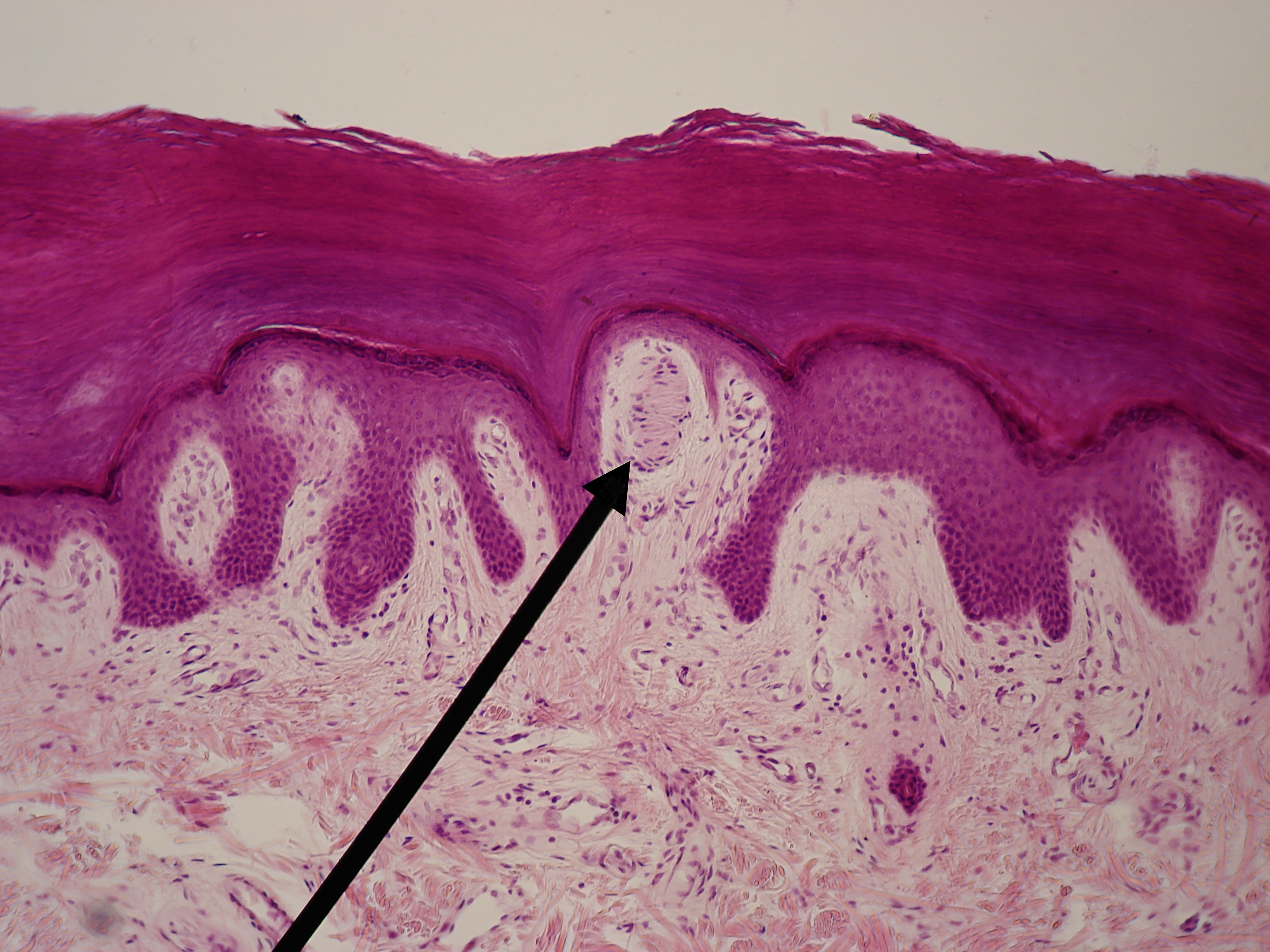
Corpuscoli di Meissner

La micrografia, o fotomicrografia, è la ripresa fotografica di soggetti non visibili a occhio nudo, ottenuta mediante una fotocamera (a pellicola o digitale) opportunamente collegata ad un microscopio ottico o elettronico.
La fotomicrografia non va confusa con la microfotografia, cioè la riproduzione fotografica fortemente ingrandita di soggetti visibili a occhio nudo.